# The Slits
The Slits — британская рок-группа, образовавшаяся в 1976 году в Лондоне, Англия и вошедшая в историю — наряду с The Raincoats — как одна из наиболее влиятельных и значимых женских коллективов жанра.

## История группы
В состав панк-группы The Slits, группы, образованной бывшими участницами The Flowers of Romance и The Castrators, вошли Ари Ап, настоящее имя — Арианна Форстер), Палмолив, настоящее имя — Палома Ромера; позже она перешла в The Raincoats), а также Вив Албертайн, Холли Кук (дочь барабанщика Sex Pistols Пола Кука и Тесса Поллитт, заменившие участниц первого состава Кейт Корус и Сьюзи Гатси. Вместо Палмолив позже пришел Баджи (Пит Кларк), до этого игравший в The Spitfire Boys, а позже ставший участником Siouxsie & the Banshees.
В 2005 году Ари Ап и Тесса Поллитт реформировали The Slits, пригласив к сотрудничеству новых участниц, и выпустили Revenge of the Killer Slits EP. В 2006—2008 годах группа провела два американских турне, а ещё год спустя подписала новый контракт с американским лейблом Narnack Records. История The Slits прервалась вновь после того, как стало известно, что 20 октября 2010 года Ари Ап скончалась от рака.

## Дискография

### Студийные альбомы
- Cut (Island Records, 1979)
- Return of the Giant Slits (CBS, 1981)
- Revenge of the Killer Slits (EP), (2006)
- Trapped Animal (2009, Narnack Records)

### Концертные альбомы
- Bootleg Retrospective (Rough Trade, 1980)
- Live at the Gibus Club
- Typical Girls — Live in Cincinnati & San Francisco USA (Basic Records, 1980)

### Компиляции
- The Peel Sessions (Strange Fruit, 1988)
- In the Beginning (Jungle Records, 1997)

## Видео
YouTube:
- The Slits в клубе Vortex, 1977
- Отрывок из документального фильма с выступлениями и интервью The Slits, 1980
- Выступление The Slits в Берлине, 1981
- The Slits в обновленном составе, 2006
- Интервью на местном телевидении в Новой Зеландии, часть 1
- Интервью на местном телевидении в Новой Зеландии, часть 2
- Выступление The Slits незадолго до смерти Ари Ап, 10 мая 2010 года